# 양평 운계서원
운계서원(雲溪書院)은 조선 명종 때 학자인 조욱을 추모하기 위해 그의 제자들이 1654년에 건립한 서원이다. 경기도 문화재자료 제18호이다. 대한민국 경기도 양평군 용문면 덕촌리(德村里) 계류(溪流)를 건너 서쪽 산 중턱 한적한 곳에 만들어졌다. 재실(齎室) 한 채와 묘우(廟宇) 뿐으로 담장이 멸실되었던 것을 근래에 담장을 복원하였다. 평평한 대지(臺地)의 좀 낮은 곳에 재실(齋室)을 건축하였는데, 팔작(八作)지붕으로 한식(韓式) 골기와를 얹었으며 정면(正面) 3칸(間), 측면(側面) 2칸 규모이다.

## 개요
조선 명종(재위 1545∼1567) 때 학자인 조욱(1498∼1557)의 뜻을 기리고자 세운 서원이다.
조욱의 호는 용문과 보진재이다. 19세에 과거에 급제하여 참봉을 지냈으나, 후에 벼슬을 버리고 용문산에 들어가 후학을 가르쳐 ‘용문선생’이라 불렸으며, 글과 그림에도 능하였다.
운계서원은 효종 5년(1654)에 제자들이 세웠다. 고종(재위 1863-1907) 때 흥선대원군의 서원철폐령으로 폐쇄되었다가, 이후 여러 차례 다시 지었다고 한다.
현재 서원에는 재실(齋室) 1채와 사당만 남아 있다. 사당은 앞면 3칸·옆면 2칸 규모이며, 지붕은 옆면에서 볼 때 여덟 팔(八)자 모양인 팔작지붕으로 꾸몄다. 안쪽에는 조욱 외에 조성, 조형생, 신변, 조문형 등 5분의 위패를 모시고 있으며 해마다 제사를 지내고 있다.

## 참고
- 양평 운계서원 - 국가유산청 국가유산포털
- 이 문서에는 다음커뮤니케이션(현 카카오)에서 GFDL 또는 CC-SA 라이선스로 배포한 글로벌 세계대백과사전의 내용을 기초로 작성된 글이 포함되어 있습니다.